# Lippa (Selles)
Lippa (Λίππα in greco) è una località del ex comune di Selles, che si trova nella prefettura di Giannina, nel nord della Grecia. 
La popolazione è di 193 abitanti (Dati del 2001). Lippa è distante da Giannina circa 50 km.